# 伊万·沙洛克
伊万·沙洛克（英語：Ivan Sharrock，1941年7月17日—）英国音频工程师。他赢得了1次奥斯卡最佳音响效果奖，并获得了3次提名。自1967年起，沙洛克参与制作了90多部电影。

## 部分影视作品
沙洛克赢得过1次奥斯卡金像奖，并获得了3次提名。
获奖
- 末代皇帝 (1987)[1]

提名
- 猎杀U-571 (2000)[2]
- 纽约黑帮 (2002)[3]
- 血钻 (2006)[4]